# Chromodoris joshi
Chromodoris joshi là một loài sên biển trong họ Chromodorididae.

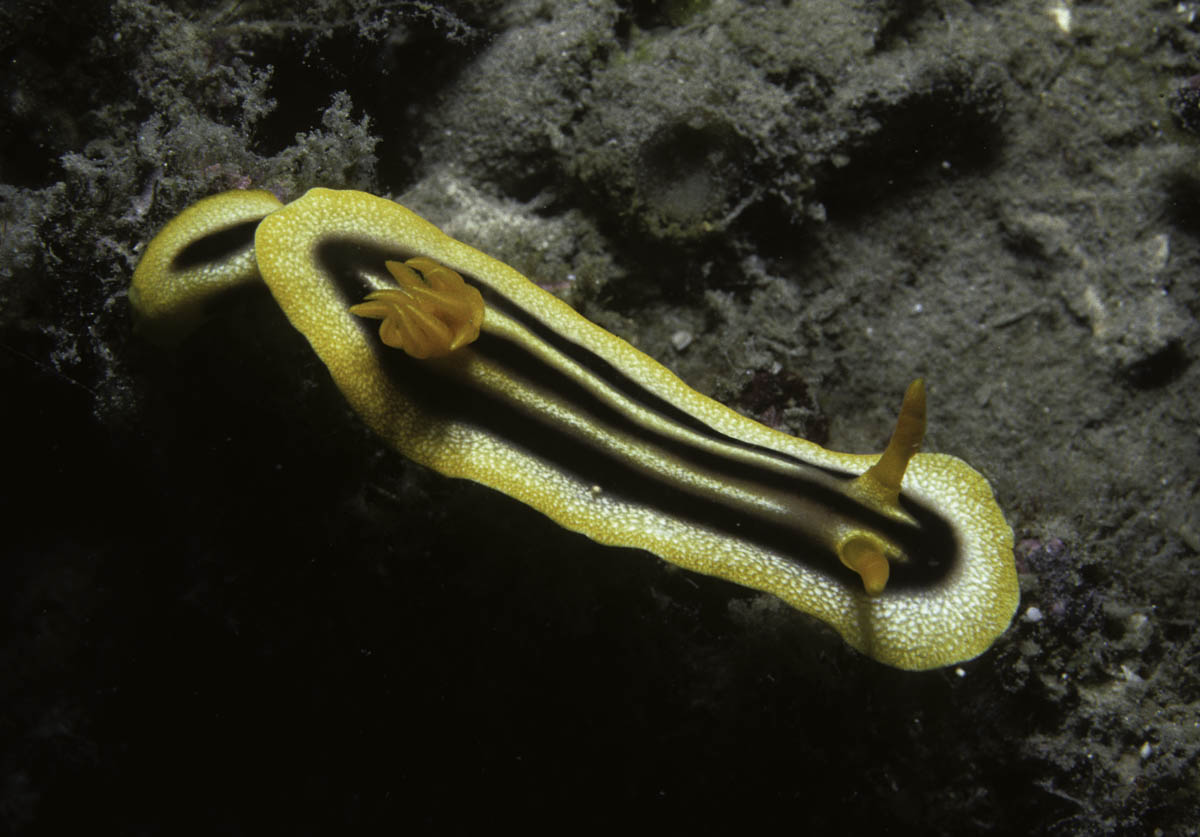

Thân dài đến 60 mm, Chromodoris joshi có màu vàng với ba sọc đen ở áo. Dải rìa nhạt màu từ ánh tối tại rìa đến màu vàng bơ. Cuống khứu giác và lá tia (gill) màu vàng bí ngô.
Chromodoris joshi có thể tìm thấy ở Philippines, Sumatra, biển Andaman, và Indonesia.